# Venstermuggen
De venstermuggen (Anisopodidae) zijn een familie uit de orde van de tweevleugeligen (Diptera), onderorde vliegen (Brachycera). Wereldwijd omvat deze familie zo'n 24 genera en 196 soorten.

## In Nederland waargenomen soorten
- Genus: Sylvicola
  - Sylvicola cinctus
  - Sylvicola fenestralis
  - Sylvicola fuscatus
  - Sylvicola punctatus
  - Sylvicola stackelbergi
  - Sylvicola zetterstedti

## Geslachten
(Indicatie van aantallen soorten per geslacht tussen haakjes)
- Mycetobia Meigen, 1818 (4)
- Olbiogaster Osten-Sacken, 1886 (3)
- Sylvicola  (12)
- Trichomycetobia  (1)